# Nicolas-Hugues Ménard
Pour les articles homonymes, voir Ménard.
Nicolas-Hugues Ménard (ou Menard), né à Paris en 1585, mort en l'abbaye Saint-Germain-des-Prés le 21 janvier 1644, est un bénédictin de la congrégation de Saint-Maur, l'un des premiers grands érudits de ce mouvement.

## Biographie
Son père, Nicolas Menard, fut secrétaire privé de la reine Catherine de Médicis, puis président de la Cour des Monnaies ; sa mère était d'une famille bourgeoise de Blois. Il fit de brillantes études secondaires au collège du Cardinal-Lemoine, puis prit l'habit bénédictin le 3 février 1607 à l'abbaye de Saint-Denis. Il fut envoyé suivre un cursus de théologie au collège de Sorbonne, et étudia aussi alors le grec et l'hébreu. Il prononça ses vœux définitifs à Saint-Denis le 10 septembre 1612.
Insatisfait de la règle très relâchée qui prévalait alors à Saint-Denis, il rejoignit en 1613 l'abbaye Saint-Vanne de Verdun, où dom Didier de La Cour avait créé en 1604 la congrégation de Saint-Vanne et Saint-Hydulphe. Il y fit profession le 5 août 1614.
Il enseigna pendant une brève période la théologie à ses jeunes confrères de Saint-Vanne. En 1615, dom Laurent Bénard, prieur du collège de Cluny à Paris, vint lui aussi à Verdun et adhéra à la congrégation. Dom Ménard retourna avec lui à Paris avec la mission de répandre la réforme, et il fut pourvu d'une chaire de rhétorique au collège de Cluny qu'il occupa pendant quinze ans. Il fut aussi supérieur des religieux réformés qui résidaient dans ce collège. En 1618, à l'initiative du prieur dom Bénard, le roi Louis XIII autorisa l'érection en France d'une nouvelle congrégation bénédictine placée sous le patronage de saint Maur, introducteur selon la tradition de la règle de saint Benoît en France. Cette congrégation de Saint-Maur fut approuvée par le pape Grégoire XV en 1621.
En 1631, ayant des ennuis de santé, dom Ménard fut libéré de sa charge d'enseignement et se retira à l'abbaye Saint-Germain-des-Prés, qui devint à cette époque l'abbaye-mère de la nouvelle congrégation (alors dirigée par dom Grégoire Tarrisse, supérieur général). Il s'y consacra aux exercices religieux, mais aussi à l'érudition, et le jésuite Jacques Sirmond, qui faisait partie du petit cercle de ses amis intimes, disait que quand il avait une incertitude, au lieu de feuilleter tous les livres, il pouvait se confier aux vastes connaissances et à l'infaillible mémoire de dom Ménard.
Dom Ménard mourut brusquement, le 21 janvier 1644, d'une violente crise de colique qui l'emporta du jour au lendemain, âgé seulement de cinquante-huit ans.

## Publications
Il a produit les éditions annotées suivantes :
- Martyrologium Sanctorum ordinis S. Benedicti notis illustratum, Paris, 1629 (martyrologe bénédictin en deux parties, qui est celui qui constitue le livre III du grand ouvrage Lignum Vitæ d'Arnold Wion, mais enrichi de beaucoup de notes et d'observations, et à la fin des éloges de plusieurs personnes non encore objets d'un culte public).
- Concordia regularum de Benoît d'Aniane, Paris, 1638 (édition annotée d'après un manuscrit de l'abbaye de Saint-Benoît-sur-Loire).
- Liber sacramentorum du pape Grégoire le Grand, Paris, 1642 (avec un appareil de notes très estimé, repris par dom Denis de Sainte-Marthe dans son édition des œuvres de saint Grégoire, et un appendice où sont édités trois textes anciens sur la façon de dire la messe).
- De unico sancto Dionysio Areopagita, Athenarum et Parisiorum episcopo, adversus J. de Launoy diatriba, Paris, 1643 (tentative mal inspirée, d'abord publiée anonymement, de réfutation de la distinction faite par Jean de Launoy, mais aussi, avant lui, par Jacques Sirmond, entre Denis l'Aréopagite et Denis de Paris).
- S. Barnabæ Epistola catholica, græce et latine, cum notis et observationibus, Paris, 1645 (édition annotée de l'Épître de Barnabé ; version latine découverte par dom Ménard lui-même dans un vieux manuscrit de l'abbaye de Corbie, version grecque rapportée de Rome par Jacques Sirmond ; travail publié après sa mort par son confrère dom Luc d'Achéry, avec en introduction un éloge du défunt par ce dernier).